# Sincfüggvény

A nem normált (pirossal) és a normált (kékkel) kardinális szinusz

A sincfüggvény, sinus cardialis, kardinális szinusz vagy szi-függvény egy valós analitikus függvény. A kardinális szinusz elnevezés Philip M. Woodwardtól származik 1953-ból. A szakirodalomban az elnevezések nem egységesek, különösen angol nyelvű könyvekben sinc néven hivatkoznak mind a normált, mind a nem normált sincfüggvényre. A német szakirodalom megkülönbözteti a kettőt, a nem normált:
{\displaystyle \operatorname {si} (x)={\frac {\sin(x)}{x}}}
és a normált:
{\displaystyle \operatorname {sinc} (x)={\frac {\sin(\pi x)}{\pi x}}}
Mindkét esetben a 0 helyen a függvény értékét 1-nek definiáljuk (megszüntethető szingularitás megszüntetése).
Különféle alkalmazásokban, mint az információelméletben, a digitális jelfeldolgozásban, inkább a normált sincfüggvényt használják.

## Tulajdonságai

A si függvény szélsőértékei ott vannak, ahol a függvény értéke megegyezik a koszinusszal. si (x) = sin (x) / x pirossal, cos (x) kékkel

A sincfüggvénynek megszüntethető szingularitása van a 0 helyen, ahol határértéke {\displaystyle \operatorname {si} (0)=1} illetve {\displaystyle \operatorname {sinc} (0)=1}. Ez belátható a L’Hôpital-szabály alkalmazásával. Ezt figyelembe véve néha a definícióba is befoglalják a szingularitás megszüntetését.
Programcsomagok, mint a Matlab a normalizált sincfüggvényt tartalmazzák, ami kifejezhető szorzatként és a gamma-függvénnyel is:
{\displaystyle {\frac {\sin(\pi x)}{\pi x}}=\prod _{n=1}^{\infty }\left(1-{\frac {x^{2}}{n^{2}}}\right)={\frac {1}{\Gamma (1+x)\Gamma (1-x)}}}
A {\displaystyle \operatorname {si} }-függvény Taylor-sora levezethető a szinuszfüggvény Taylor-sorából:
{\displaystyle {\frac {\sin(x)}{x}}=\sum _{n=0}^{\infty }(-1)^{n}{\frac {x^{2n}}{(2n+1)!}}=1-{\frac {x^{2}}{6}}+{\frac {x^{4}}{120}}\mp \cdots }
A {\displaystyle j_{0}} elsőfajú szferikus függvény azonosan megegyezik a {\displaystyle \operatorname {si} }-függvénnyel:
{\displaystyle j_{0}(x)={\frac {\sin(x)}{x}}}
A sincfüggvények nullhelyei:
{\displaystyle \operatorname {si} (x)={\frac {\sin(x)}{x}}=0} minden {\displaystyle \ x\in \{n\pi \ |\ n\in \{\pm 1,\pm 2,\dots \}\}} esetén
{\displaystyle \operatorname {sinc} (x)={\frac {\sin(\pi x)}{\pi x}}=0} minden {\displaystyle \ x\in \{\pm 1,\pm 2,\dots \}} esetén
A  {\displaystyle \operatorname {si} } függvény pozitív szélsőértékhelyei  {\displaystyle x_{n},n\geq 1} jó közelítéssel:
{\displaystyle x_{n}\approx (n+{\tfrac {1}{2}})\pi -{\frac {1}{(n+{\frac {1}{2}})\pi }}}
ahol páratlan  {\displaystyle n} esetén helyi minimum, páros  {\displaystyle n}  esetén helyi maximum van. Az első szélsőértékhelyre a közelítés hibája jóval kisebb, mint 1/100. Mindkét függvény páros (két páratlan függvény hányadosa), a negatív szélsőértékhelyek a pozitívok tükörképei. A függvényeknek abszolút maximumuk van az x = 0 helyen.
| Maximumhely                   | Minimumhely                    |
| ----------------------------- | ------------------------------ |
| 0                             |                                |
|                               | ≈ 4,4934095 ≈ 1½π − 0,219284   |
| ≈ 7,7252518 ≈ 2½π − 0,12873   |                                |
|                               | ≈ 10,904122 ≈ 3½π − 0,091452   |
| ≈ 14,066194 ≈ 4½π − 0,070973  |                                |
|                               | ≈ 17,220755 ≈ 5½π − 0,057989   |
| ≈ 20,371303 ≈ 6½π − 0,049049  |                                |
|                               | ≈ 23,519452 ≈ 7½π − 0,042493   |
| ≈ 26,666054 ≈ 8½π − 0,042998  |                                |
|                               | ≈ 29,811599 ≈ 9½π − 0,033531   |
| ≈ 32,956389 ≈ 10½π − 0,030334 |                                |
|                               | ≈ 36,100622 ≈ 11½π − 0,0276935 |
| ≈ 39,244432 ≈ 12½π − 0,025476 |                                |
|                               | ⋯                              |
| ⋯                             |                                |
|                               | ≈ (2n−½)·π − ((2n−½)·π)−1      |
| ≈ (2n+½)·π − ((2n+½)·π)−1     |                                |

Az {\displaystyle \mathrm {si} (x)={\frac {\sin(x)}{x}}} függvény {\displaystyle n}-edik deriváltja
minden {\displaystyle x\neq 0} esetén analitikusan meghatározható:
{\displaystyle {\frac {\mathrm {d} ^{n}\operatorname {si} (x)}{\mathrm {d} \,x^{n}}}=\sum _{m=0}^{n}{\frac {n!}{m!}}(-1)^{n-m}{\frac {\mathrm {d} ^{m}\,\sin \,x}{\mathrm {d} \,x^{m}}}{\frac {1}{x^{n-m+1}}}={\frac {1}{x}}\left({\frac {\mathrm {d} ^{n}\,\sin \,x}{\mathrm {d} \,x^{n}}}-n{\frac {\mathrm {d} ^{n-1}\operatorname {si} (x)}{\mathrm {d} \,x^{n-1}}}\right)}
Innen az első két derivált:
{\displaystyle {\frac {\mathrm {d} \,\operatorname {si} (x)}{\mathrm {d} \,x}}={\frac {\cos \,x}{x}}-{\frac {\sin \,x}{x^{2}}}}
{\displaystyle {\frac {\mathrm {d} ^{2}\,\operatorname {si} (x)}{\mathrm {d} \,x^{2}}}=-{\frac {\sin \,x}{x}}-{\frac {2\,\cos \,x}{x^{2}}}+{\frac {2\,\sin \,x}{x^{3}}}}
A teljes görbe alatti terület
{\displaystyle \int _{-\infty }^{\infty }\mathrm {si} (x)\ dx=\pi }
illetve
{\displaystyle \int _{-\infty }^{\infty }\mathrm {sinc} (x)\ dx=1}.
A sincfüggvény a négyszögfüggvény Fourier-transzformáltja: 
{\displaystyle \operatorname {rect} \left({\frac {t}{\tau }}\right)=\chi _{[-\tau /2,\tau /2]}(t):={\begin{cases}1&|t|\leq \tau /2\\0&{\text{ellenkező esetben}}\end{cases}}}
mivel
{\displaystyle {\mathcal {F}}(\chi _{[-\tau /2,\tau /2]})(\omega )={\frac {1}{\sqrt {2\pi }}}\int \limits _{-\tau /2}^{\tau /2}e^{-\mathrm {i} \omega t}\,\mathrm {d} t={\frac {1}{\sqrt {2\pi }}}\,\tau \,\operatorname {si} \left({\frac {\omega \tau }{2}}\right)}  .
További hasznos tulajdonság, hogy a normalizált függvény zérushelyei egészek.
A normalizált függvény a négyszögfüggvény Fourier-transzformáltja arányosítás nélkül.
Ez a függvény alapvető jelentőségű a folytonos sávhatárolt jelek visszaállításnál, egyenletes eloszlású mintavétel mellett.
A két definíció között csak az a különbség, hogy a független változó egy π-szeres szorzóban különbözik. A sincfüggvény mindenhol analitikus.
A Fourier-transzformáció tulajdonságaiból következik, hogy a sincfüggvény analitikus, így tetszőlegesen sokszor differenciálható. A Fourier-transzformáció miatt következik a Plancherel-identitás, emiatt ortogonális a {\displaystyle \pi } egész számszorosaival vett eltoltaira, teljesül, hogy
{\displaystyle \langle \mathrm {si} (x-k\pi ),\,\mathrm {si} (x-l\pi )\rangle ={\frac {\pi }{2}}\int _{-1}^{1}e^{-\mathrm {i} (l-k)\pi t}\,\mathrm {d} t=\pi \mathrm {si} ((l-k)\pi )=\pi \delta _{l,k}}  ,
ahol {\displaystyle \delta _{l,k}} a Kronecker-delta.
Megfelelő normálással az eltoltak ortonormált bázist alkotnak az {\displaystyle L^{2}(\mathbb {R} )} térben. A sinc(x−kπ) által kifeszített altérre vett projekció
{\displaystyle P(f)(x)={\frac {1}{\pi }}\sum _{k=-\infty }^{\infty }\langle f(t),\,\mathrm {si} (t-k\pi )\rangle \;\mathrm {si} (x-k\pi )}  .
Az interpolációs tulajdonság miatt 
{\displaystyle P(f)(n\pi )={\frac {1}{\pi }}\langle f(t),\,\mathrm {si} (t-n\pi )\rangle \;} 
tehát
{\displaystyle P(f)(x)=\sum _{k=-\infty }^{\infty }P(f)(k\pi )\;\mathrm {si} (x-k\pi )}  .
Ebben az altérben a függvényeket egyértelműen meghatározzák az {\displaystyle \{k\pi :k\in \mathbb {Z} \}} helyeken felvett értékeik.
A négyszögfüggvény tartója korlátos, tehát eltoltjainak lineáris kombinációi is sávkorlátozottak. Megfordítva, minden sávkorlátozott függvény előáll ilyen lineáris kombinációként, emiatt a nevezett helyeken felvett értékeik egyértelműen meghatározzák őket. Ez Nyquist-Shannon mintavételezési tétele.

## Alkalmazások

### Digitális jelfeldolgozás
A sincfüggvény fő alkalmazása a digitális jelfeldolgozás. Megjelenik a mintavételi (vagy kardinális, E. T. Whittaker 1915) sorozatban, amivel egy folytonos, sávkorlátos {\displaystyle x}  jel rekonstruálható a mintavételezett {\displaystyle x(k\Delta t)} értékből, illetve egy tetszőleges támaszhelysorozat folytonos jelként folytatható:
{\displaystyle x(t)=\sum _{k=-\infty }^{\infty }{x(k\Delta t)\cdot \mathrm {sinc} \left({\frac {1}{\Delta t}}(t-k\Delta t)\right)}}
Ez a legkisebb oszcillációjú interpolációs képlet. Frekvenciaspektruma korlátozott, és legkisebb lehetséges körfrekvenciája {\displaystyle {\tfrac {\pi }{\Delta t}}}, illetve frekvenciája {\displaystyle {\tfrac {1}{2\Delta t}}}. Ha a sávkorlátozottság nem teljesül az {\displaystyle x} jelre, tehát a kimenő jelnek magas frekvenciájú összetevői is vannak, akkor ez a mintavételezés nem elég sűrű, és a nagyfrekvenciájú összetevők helyett alacsony frekvenciájú összetevők lesznek rekonstruálva. Ez az alias-hatás.

### Elhajlás
Hullámok elhajlásakor a frekvenciák elhajlási mintát alkotnak, ami Fourier-transzformációkkal négyszögszerű nyílásfüggvényként magyarázható. Emiatt a sincfüggvényt résfüggvénynek is nevezik. Elhajláskor a szem által közvetített fényerősség a hullám aplitudójának négyzete; innen adódóan {\displaystyle \operatorname {sinc} ^{2}}.

### Prímszámeloszlás és magfizika
A {\displaystyle \textstyle \left({\tfrac {\sin(\pi x)}{\pi x}}\right)^{2}} függvénykifejezés a fizikában a nehéz atommagok sajátállapotainak energiájának pár-korrelációs eloszlását írja le.
A matematikában a Riemann-féle zéta-függvény  prímszámokhoz asszociált pár-korreláció eloszlását írja le. Mindkét elméletben közös a véletlen mátrixok elmélete, amit először Freeman Dyson fizikus fejtett ki Hugh Montgomery matematikussal folytatott beszélgetésében 1972-ben.

## Hasonló függvények
A sincfüggvény szerkezetéhez hasonló a tanc függvény:
{\displaystyle \operatorname {tanc} (x):={\dfrac {\tan(x)}{x}}}
amit azonban nem tekintenek kardinális függvénynek.

## Története
A sincfüggvényt Phillip Woodward vezette be 1952-ben, egy publikációjában, melyben azzal indokolta a önálló sincfüggvény bevezetését, hogy az információ elméletben olyan sokszor fordul elő a Fourier-transzformáció, hogy megérdemli ez a függvény, hogy önállóan is szerepeljen a leírásokban.
A ‘sinc’ kifejezés a függvény latin nevének az összevonása: sinus cardinalis.

## Fordítás
Ez a szócikk részben vagy egészben  a   Sinc-Funktion című német Wikipédia-szócikk fordításán alapul.  Az eredeti cikk szerkesztőit annak laptörténete sorolja fel. Ez a jelzés csupán a megfogalmazás eredetét és a szerzői jogokat jelzi, nem szolgál a cikkben szereplő információk forrásmegjelöléseként.